# Эдисон (фильм)
Эдисон (англ. Edison — в прокате в США, или Edison Force — в прокате других стран) — американский боевик 2005 года. После показа на Кинофестивале в Торонто во многих странах лента была выпущена сразу на видео и DVD, без предварительного показа в кинотеатрах.

## Сюжет
Небольшой американский город Эдисон. Молодой журналист Джошуа Поллак узнаёт о сплошной коррумпированости подразделения спецназа в полиции своего городка. Он объединяет свои усилия в расследовании с пожилым опытным журналистом Эшфордом и частным сыщиком Уолласом. Полиции совершенно не нравится такое вмешательство в их дела; в тюрьме убивают единственного свидетеля, жизнь главных героев также в опасности… 

## В ролях
- Морган Фримен — бывший журналист Мосес Эшфорд
- LL Cool J — Рафаэль Дид
- Джастин Тимберлейк — журналист Джошуа Поллак
- Кевин Спейси — частный сыщик Левон Уоллас
- Дилан Макдермотт — сержант полиции Френсис Лазеров
- Джон Херд — капитан полиции Брайан Тилман
- Кэри Элвес — Джек Рейгерт
- Дамьен Данте Вайанс — Исайя Чарльз
- Розалин Санчес — Мария
- Марко Санчес — Рейс
- Пайпер Перабо — Уиллоу Саммерфилд
- Франсуи Йип — «Ворона»

## Факты
- Фильм (город, в котором происходит действие) назван в честь известного американского изобретателя Томаса Алвы Эдисона[2].
- Премьерный показ ленты в кинотеатрах США планировался весной 2005 года, но после показа на Кинофестивале в Торонто фильм был разгромлен критиками, и потому его выход отложили в США и других странах.

## Премьерный показ в разных странах[3]
- Канада — 17 сентября 2005 (Кинофестиваль в Торонто); 18 июля 2006 (выход на DVD)
- Россия — 6 октября 2005
- Италия — 11 ноября 2005
- Германия — 25 декабря 2005 (выход на DVD)
- Эстония — 30 декабря 2005
- Бразилия — 3 февраля 2006
- Бельгия — 22 февраля 2006
- Нидерланды — 9 марта 2006
- Кувейт — 22 марта 2006
- Таиланд — 23 марта 2006
- Южная Корея — 6 апреля 2006
- Швеция — 26 апреля 2006 (выход на DVD)
- Исландия — 4 мая 2006 (выход на DVD)
- Франция — 10 мая 2006
- Аргентина — 17 мая 2006 (выход на видео)
- Португалия — 13 июля 2006
- США — 18 июля 2006 (выход на DVD)
- Мексика — 18 августа 2006
- Венгрия — 24 августа 2006 (выход на DVD)
- Израиль — 31 августа 2006
- Испания — 1 сентября 2006
- Польша — 15 сентября 2006
- Египет — 13 декабря 2006
- Панама — 5 октября 2007